# Norman (Carolina do Norte)
Norman é uma cidade  localizada no estado norte-americano de Carolina do Norte, no Condado de Richmond.

## Demografia
Segundo o censo norte-americano de 2000, a sua população era de 72 habitantes.
Em 2006, foi estimada uma população de 73, um aumento de 1 (1.4%).

## Geografia
De acordo com o United States Census Bureau tem uma área de
1,1 km², dos quais 1,1 km² cobertos por terra e 0,0 km² cobertos por água. Norman localiza-se a aproximadamente 197 m acima do nível do mar.

## Localidades na vizinhança
O diagrama seguinte representa as localidades num raio de 24 km ao redor de Norman.